# Pietro Cuscani Politi
Pietro Cuscani Politi (Adrano, 30 luglio 1908 – Siena, 26 agosto 1989) è stato un geologo e paleontologo italiano.

## Biografia
Nato ad Adrano (Catania) nel 1908, conseguita la maturità classica nel 1930 si laureò quattro anni dopo col massimo dei voti in Scienze naturali all'Università di Catania con una tesi di argomento petrografico. Fu assistente volontario presso l'Istituto di Geologia fino al 1939, quando si allontanò dal mondo dell'Università per scegliere l'insegnamento scolastico, cui dedicò tutta la vita. Vinto infatti un concorso per una cattedra in Scienze naturali nelle scuole medie superiori, Pietro Cuscani Politi fu mandato per un breve periodo a Postumia, per passare nel 1941 a coprire la cattedra di Scienze al Liceo classico "Enea Silvio Piccolomini" di Siena, dove insegnò per 37 anni.
Fu accademico dei Fisiocritici dal 1946, direttore del Museo geomineralogico fino al 1968 e vicepresidente della Sezione agraria dal 1953 al 1968.
Nel 1961 e nel 1968 fu premiato dalla Federazione italiana contro la tubercolosi con due diplomi di benemerenza per aver contribuito al successo delle campagne nazionali antitubercolari. Nel 1964 e nel 1970 su proposta del Ministero della pubblica istruzione, il presidente della Repubblica gli conferì prima la medaglia d'argento e il diploma di II classe, poi la medaglia d'oro e il diploma di I classe a benemerito della scuola, della cultura e dell'arte. Nel 1974 fu premiato dall'Accademia dei Lincei per la geologia e la mineralogia. Dal presidente della Repubblica gli furono conferite motu proprio nel 1976, nel 1977 e nel 1981, per meriti scientifici, le onorificenze di cavaliere, commendatore e grande ufficiale al merito della Repubblica.
Fu grande studioso e conoscitore del territorio senese e paleontologo apprezzato e stimato a livello internazionale per le sue ricerche sul rinoceronte etrusco (Dicerorhinus etruscus) pliocenico di Castelnuovo Berardenga, per le osservazioni sulla sistematica degli ippopotami quaternari e per gli studi sul cranio del bovide parabos boodon della Val di Pugna. Le sue osservazioni sono state considerate dagli esperti ancora a distanza di decenni di fondamentale rilievo scientifico. Scrisse per Garzanti un manuale di Geografia generale che ebbe grande successo nelle scuole superiori di tutta Italia. Personalità di vasti interessi, raccolse in quattro volumetti intitolati Alcuni scritti minori di vario carattere scientifico articoli che costituiscono una felice combinazione di cultura classica e scientifica. Numerosi suoi contributi vennero ospitati negli Atti dell'Accademia dei Fisiocritici di Siena tra il 1946 e il 1982. Morì a Siena nel 1989.

## Opere
- Come stabilire l'ordine di cristallizzazione dei fenocristalli nelle lave dell'Etna, Catania 1938;
- Compendio di chimica e mineralogia, Milano 1951 (più volte aggiornato e ristampato)
- Geografia generale: corso di geografia astronomica, fisica, antropica e di geologia per le scuole secondarie, Milano 1957 (più volte aggiornato e ristampato)
- The 'Rhinoceros etruscus' from Castelnuovo Berardenga near Siena (Tuscany) positively belongs to the Pliocene, Siena 1972
- Il concetto di tempo e il significato di età costante in geologia, Firenze 1977
- Alcuni scritti minori di vario carattere scientifico, 4 volumi, Siena 1979-1988.

## Archivio e biblioteca
Il Fondo Pietro Cuscani Politi, conservato presso la Biblioteca dell'Accademia dei Fisiocritici a Siena, contiene documentazione dal 1940 al 1989. Il fondo è giunto all'Accademia  per donazione dei figli di Cuscani Politi. Il materiale, recuperato piuttosto fortunosamente da alcuni accademici poco prima che venisse disperso, è stato ordinato e sommariamente descritto. All'Accademia sono pervenute anche la biblioteca di Pietro Cuscani Politi e le sue vaste collezioni di fossili e minerali.

## Titoli
- Cavaliere della Repubblica, 1976
- Commendatore della Repubblica, 1977
- Grande ufficiale al merito della Repubblica, 1981